# Jarosy (Kłucko-Kolonia)
Jarosy – część kolonii Kłucko-Kolonia w Polsce, położona w województwie świętokrzyskim, w powiecie koneckim, w gminie Radoszyce.
W latach 1975–1998 Jarosy administracyjnie należały do województwa kieleckiego.